# Ozarba semipotentia
Ozarba semipotentia är en fjärilsart som beskrevs av Dyar 1914. Ozarba semipotentia ingår i släktet Ozarba och familjen nattflyn. Inga underarter finns listade i Catalogue of Life.